# Wally Hennessey
Walter James "Wally" Hennessey, född 4 oktober 1956 i Charlottetown, Prince Edward Island, Kanada, är en kanadensisk travtränare och travkusk. 

## Karriär
Hennessey tog sin första seger i karriären 1975. Den 13 juni 1992, på Buffalo Raceway, vann Hennessey sju lopp i serien New York Sire Stakes, varav sex av loppen i följd, vilket var nytt banrekord. Hennessey tog sin 10 000:e seger i karriären den 23 januari 2019 på Pompano Park i Pompano Beach i Florida, en bedrift som endast 16 personer tidigare lyckats med. Sex år senare, den 24 juli 2025 tog Hennessey sin 12 000:e seger i karriären.
1986 flyttade Hennessey från Kanada till USA, och bor för närvarande i Coconut Creek, Florida.

### Elitloppet
Tillsammans med stoet Moni Maker, tränad av Jimmy Takter, åkte Hennessey över till Sverige 1998 för att delta i Elitloppet. Veckan innan Elitloppet körde Bo W. Takter ett träningsjobb med Moni Maker på Jägersro på tiden 1.10,6 över 1 640 meter, vilket var en tiondel under Copiads absoluta världsrekord på tusenmetersbana.
I försöksheatet lottades ekipaget till spår 8, vilket var sämsta tänkbara spår, men tillsammans vann de ändå på nytt världsrekord för ston, 1.10,9 över 1 609 meter. I finalheatet som gick ett par timmar senare hade ekipaget lottats till spår 2, och kördes till ledningen med 900 meter till mål. Ekipaget vann på världsrekordtiden 1.10,6 över 1 609 meter. Ekipaget deltog även i 1999 års upplaga där de kom trea.
Moni Maker är en av de överlägset mest kända travare som han suttit bakom.
Hennessey deltog även som kusk i 2005 års upplaga av Elitloppet, där han körde Chucaro Ahijuna tränad av Paul E. Bernardo. Ekipaget diskvalificerades för galopp i kvalheatet.

### Hall of Fame
Hennessey är invald i ett flertal olika Hall of Fame; Prince Edward Island Sports Hall of Fame (2006), United States Horse Racing Hall of Fame (2007) och Canadian Horse Racing Hall of Fame (2014).